# 52e régiment d'infanterie coloniale
Pour l’article homonyme, voir 52e régiment.
Le 52e régiment d'infanterie coloniale est une unité de l'armée de terre française qui appartient aux troupes coloniales. Créé en 1915, il est plusieurs fois décoré pendant la Première Guerre mondiale, à l'issue de laquelle il est dissous. Recréé pendant la Seconde Guerre mondiale, il combat quelques jours en juin 1940.

## Création
- 4 mai 1915 : création du 2e régiment mixte colonial
- 16 août 1915 : changement de nom en 52e régiment d'infanterie coloniale
- 1er mars 1919 : dissolution
- 13 juin 1940 : recréation
- fin juin 1940 : dissolution

## Chefs de corps
1914 - 1919 :
- 2 juin 1915 : lieutenant-colonel Petitdemange
- 25 septembre 1915 : chef de bataillon Chevalier
- 6 octobre 1915 : lieutenant-colonel Petitdemange
- 22 novembre 1915 : lieutenant-colonel Faucon
- 28 décembre 1916 : lieutenant-colonel Petitdemange
- 3 avril 1917 : colonel Henri Marie François Garnier[2] (†)
- 16 avril 1917: chef de bataillon Edel
- 22 avril 1917 : colonel Brisset
- 23 avril 1917 : lieutenant-colonel Lafitte
- 23 août 1917 : chef de bataillon Edel
- 3 septembre 1917 : lieutenant-colonel Landais
- 1er octobre 1917 : lieutenant-colonel Lucien Coquet (1867-1949)
- 12 novembre : chef de bataillon Edel
- 9 décembre 1917 : lieutenant-colonel Coquet
- 16 août 1918 - 1er mars 1919 : lieutenant-colonel Edel

1940 :
- juin 1940 : lieutenant-colonel de Bataille

## Drapeau du régiment

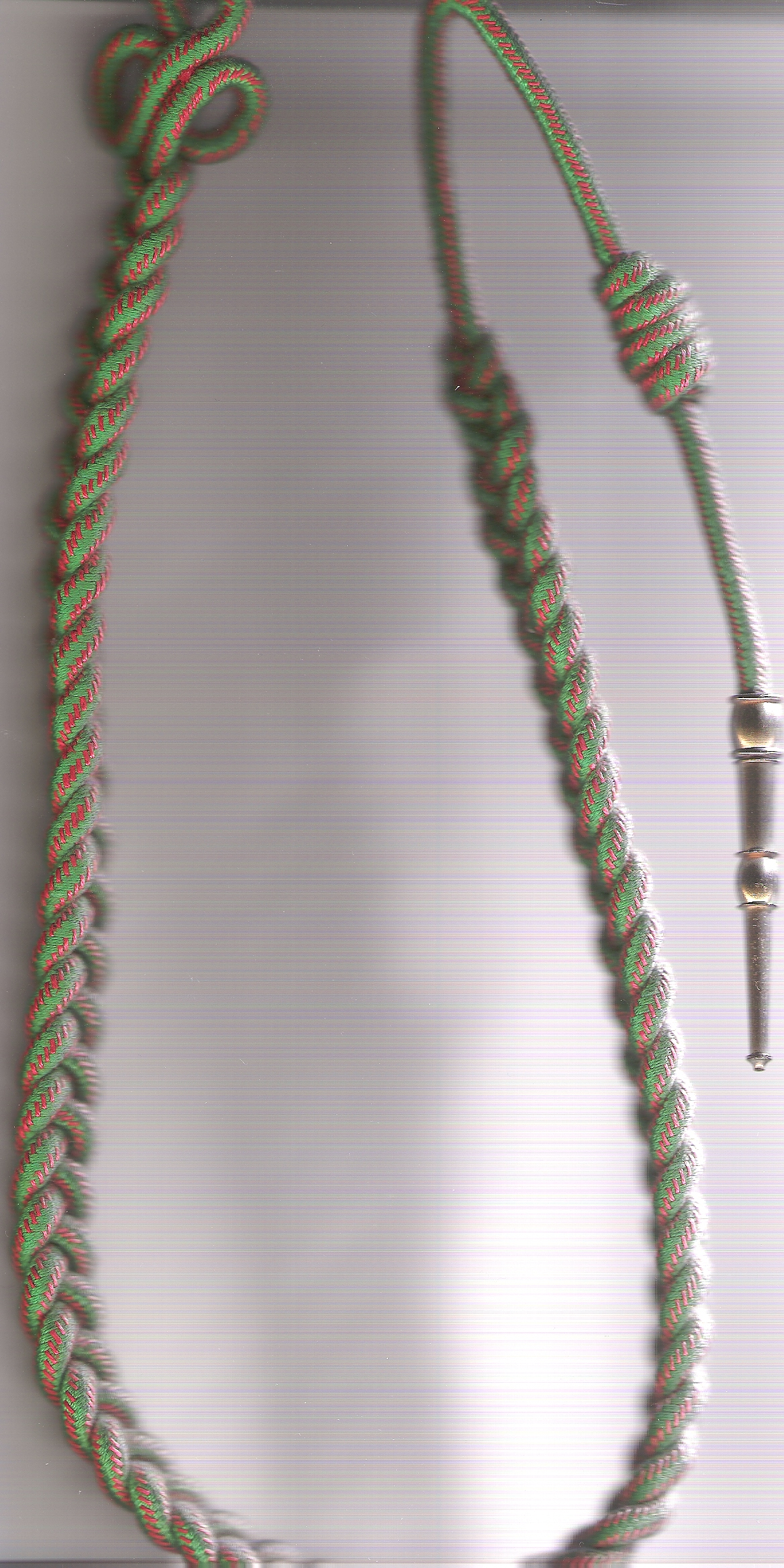
fourragère aux couleurs de la croix de guerre 1914-1918

Le drapeau du régiment porte les inscriptions :
- Champagne 1915
- La Somme 1916
- Verdun 1917
- La Marne 1918

## Décoration
La fourragère aux couleurs de la croix de Guerre a été conférée au 52e régiment d’infanterie coloniale, par décision ministérielle du 2 décembre 1917. Le régiment reçoit ensuite la fourragère aux couleurs de la médaille militaire.

## Historique

### Première Guerre mondiale

#### 1915
- Le 2e régiment mixte colonial (devenu par la suite le 52e R.I.C.) a été constitué le 4 mai 1915 à Puget sur Argens (Var) : 1° par un bataillon (commandant Fleury) venu du dépôt du 2e R.I.C. (Brest) qu’il avait quitté le 2 mars 1915 pour le camp de Fréjus ; 2° par un bataillon (commandant Chevalier) formé par une compagnie de chacun des régiments suivants : 2e R.I.C. (Brest) ; 3e R.I.C. (Rochefort) ; 6e R.I.C. (Lyon) ; 7e R.I.C. (Bordeaux). Le régiment commandé par le lieutenant-colonel Petitdemange, est alors constitué comme suit : 8 compagnies, 1 compagnie H.R., 1 section de mitrailleuses. Le 21 mai 1915, deux nouvelles sections de mitrailleuses sont constituées par des éléments prélevés sur les compagnies du régiments. Ces deux sections, jointes à la section déjà existante, constituent la compagnie de mitrailleuses du régiment. Le 2 juin, le régiment est dirigé sur Mailly où il arrive le 4 ; le 13, il quitte Mailly par voie ferrée et débarque le même jour à Cuperly. Le 14, le régiment est porté à trois bataillons par l’adjonction d’un bataillon (commandant Huard) du 1er régiment mixte colonial dissous le même jour ; une compagnie de mitrailleuses de brigade est formée à cette même date à l’aide d’éléments prélevés sur les trois bataillons[7].

- 25 septembre-6 octobre : seconde bataille de Champagne

#### 1916
Bataille de la Somme
- Juillet-septembre : Belloy-en-Santerre, Villiers Carbonel

#### 1917
- Avril-mai : le Chemin des Dames

#### 1918
- Juin : Château-Thierry
- Champagne:
  - 15-18 juillet : ouest d'Épernay
  - 9-11 novembre : Etain

### L'entre-deux-guerres
Le 1er mars 1919, le 52e R.I.C. n’existait plus. Les hommes et les cadres disponibles avaient été affectés partie au R.I.C.M., partie aux régiments du 1er C.A.C. Le 52e devait encore participer, en tant que régiment, à deux solennités : la première fut le défilé de la Victoire, à Paris, le 14 juillet 1919, où son glorieux drapeau orné de trois palmes, défila sous l’Arc de Triomphe. La seconde eut lieu à Epernay, à la fin de juillet : la municipalité de cette ville, remit à une délégation du régiment, un fanion d’honneur, en souvenir des combats qui s’y déroulèrent au bois du Roi et à la ferme du Grand-Pré, du 15 au 23 juillet, et grâce auxquels Epernay fut sauvé de la souillure de l’Allemand.

### La Seconde Guerre mondiale
Le 52e RIC est recréé le 13 juin 1940, à Rivesaltes, Souge et Bourges. Seul le 3e bataillon (chef de bataillon Bertrand) est effectivement mis sur pied à Bourges. Il défend cette ville les 15 et 16 juin face aux Allemands.

## Sources et bibliographie
- Historique du 52e régiment d'infanterie coloniale : campagne 1914-1918, Nancy, Berger-Levrault, 47 p., lire en ligne sur Gallica.